# روژین

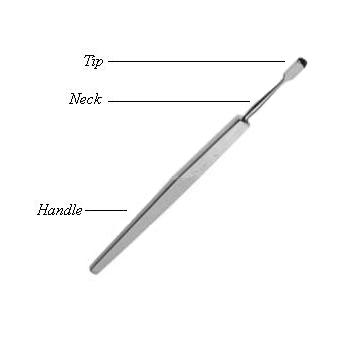

روژین(به انگلیسی: Rougine) ابزار لایه بردار و مورد استفاده در چشم پزشکی که عملکرد این ابزار بر روی کیسه ملتحمه می‌باشد.